# Derecho laboral
El derecho laboral, derecho del trabajo o derecho social es una rama del Derecho cuyos principios y normas jurídicas tienen por objeto la tutela del trabajo humano realizado en forma libre, por cuenta ajena, en relación de dependencia y a cambio de una contraprestación. Es un sistema normativo heterónomo y autónomo que regula determinados tipos de trabajo dependiente y de relaciones laborales. Quien se especializa en esta área recibe el nombre de laboralista.

## Acontecimientos y Antecedentes

### La Revolución Industrial y las relaciones laborales
La Revolución Industrial dio origen a nuevas relaciones de trabajo, pues los trabajadores pasaron a desempeñarse, en los establecimientos de propiedad de sus empleadores en lugar de hacerlo en sus domicilios, sometidos a exigencias de orden y coordinación con las máquinas y con sus compañeros de labor hasta el momento desconocidas. A esto se agregaba que la introducción de la máquina hacía posible el trabajo de niños y mujeres que ingresaban al mercado de trabajo en competencia con los adultos varones, lo que sumado a la mayor productividad alcanzada por las máquinas ocasionaba la existencia de enormes contingentes de trabajadores desocupados cuya condición era aún más mísera, y que podían sustituir a cualquier asalariado que protestara por sus condiciones de trabajo. Esta nueva organización del trabajo los sometía a condiciones de esfuerzo, horario, riesgos de accidentes, enfermedades profesionales, falta de descanso y remuneración ínfima.
Fueron surgiendo en forma espontánea y esporádica diversos tipos de protestas, como las manifestaciones, la huelga, la ocupación de fábricas y el sabotaje, que precedieron a la formación de organizaciones de trabajadores (los sindicatos).
El ejercicio del poder político por representantes de los sectores sociales beneficiarios de esta situación aseguraba su mantenimiento. En nombre de la libertad individual se sostenía que los Estados no debían legislar interfiriendo en la "libre contratación" entre empleadores y trabajadores. La intervención del Estado en los conflictos laborales se limitó durante mucho tiempo a la represión de las protestas, consideradas ilícitas, mediante la acción policial o militar.

### Surgimiento del principio tuitivo del Estado
Durante el siglo XIX fueron naciendo diversas corrientes que desde ángulos distintos exigieron la intervención del Estado en defensa de los  trabajadores, como las escuelas intervencionistas y las escuelas socialistas.
Las escuelas intervencionistas quieren que el Estado proteja, por medio de una política adecuada, a las clases sociales y culturales perjudicadas con la libre distribución de la riqueza.
El socialismo, particularmente en su desarrollo formulado por Karl Marx, procuraba sustituir la estructura capitalista por un régimen en que no existiera la propiedad privada de los medios de producción ni la explotación por unos seres humanos de la fuerza de trabajo de otros. El objeto del socialismo es la emancipación de los proletarios por obra revolucionaria de los mismos proletarios.
La Iglesia católica adoptó inicialmente, durante mucho tiempo, una actitud de condena sistemática de todas las tendencias que pretendían imponer límites a la libre explotación del trabajo. Su evolución solo comenzó a fines del siglo XIX. Lo que hoy se conoce como "doctrina social de la Iglesia" tuvo sus principales jalones son las Encíclicas Rerum Novarum (1891), Quadragesimo Anno (1931), Mater et Magistra (1961) y Laborem exercens (1981). La Rerum Novarum abogó por la reglamentación de las horas de trabajo, del trabajo femenino y de menores. Asimismo condenó la fijación de un salario insuficiente, declarando un deber de estricta justicia del patrón pagar al asalariado una remuneración que le permita vivir en condiciones humanas. Las otras encíclicas complementaron y ampliaron la primera.

### El sistema jurídico del trabajo
El trabajador que presta sus servicios subordinadamente ha pasado de ser un esclavo en la Edad Antigua, un siervo de la Edad Media (conocido también como el siervo de la gleba), a un sujeto con derechos y libertades en la actualidad. El derecho ha venido a regular condiciones mínimas necesarias para una estabilidad social.
El surgimiento de las primeras leyes laborales data desde la segunda mitad del siglo XIX, y más tardíamente en unos países que en otros. En 1919, con el Tratado de Versalles que puso fin a la Primera Guerra Mundial, el derecho del trabajo adquiere respaldo internacional plasmado en la creación de la Organización Internacional del Trabajo (OIT).
Hay definiciones filosóficas, económicas y físicas del trabajo. No obstante, para el derecho laboral lo que importa es que rige el trabajo subordinado. La actividad del médico independiente o del artista, u otros profesionales independientes, están fuera del interés del derecho laboral. Donde cese la subordinación, cesa la aplicación del derecho laboral.

## Contenido
Conjunto de normas y principios teóricos que regulan las relaciones jurídicas entre empleadores y trabajadores y de ambos con el estado, originado por una prestación voluntaria, subordinada, retribuida de la actividad humana, para la producción de bienes y servicios.
Tradicionalmente la disciplina del derecho del trabajo se entiende formada por las siguientes partes:
- derecho individual del trabajo: trata de las relaciones que emanan del contrato individual de trabajo entre un trabajador y su empleador.
- derecho colectivo del trabajo: se refiere a las regulaciones de las relaciones entre grupos de sujetos en su consideración colectiva, del derecho del trabajo (sindicatos, organizaciones de empleadores, coaliciones,[n 1] negociación colectiva, participación del Estado con fines de tutela).
- derecho de la seguridad social: se refiere a la protección de los trabajadores, principal (pero no exclusivamente) económica, ante los riesgos de enfermedad, accidentes, vejez, cesantía, etcétera.
- derecho procesal laboral.

### Modalidades en función del plazo

#### Contratos de tiempo determinado
Son contratos laborales de plazo fijo o de obra determinada. Un contrato de plazo fijo sería aquel que requiere los servicios de un trabajador por un determinado período, terminado el cual, se considera extinto el contrato. Un contrato de obra determinada es aquel en que se solicitan los servicios de un trabajador para la ejecución de la obra. Finalizada la obra, el contrato se considera extinto. La extinción del contrato laboral por tiempo o por obra terminada no suponen responsabilidad para ninguno de las dos partes.
Es importante mencionar que un contrato de plazo fijo que sea prorrogado constantemente pasa a ser considerado un contrato de tiempo indefinido, porque aplica el principio de primacía de la realidad.

#### Contratos de tiempo indefinido.
Son aquellos contratos que no estipulan una fecha o suceso que de finalización al contrato de trabajo. Ciertamente, son los contratos que permiten a los trabajadores lograr la estabilidad laboral con el tiempo de prestación de sus servicios.

### Modalidades especiales del trabajo

#### Trabajo por cuenta propia o autoempleo
El trabajo por cuenta propia o autoempleo, es aquel en el que el propio trabajador es el que dirige y organiza su actividad corriendo a su cargo el riesgo económico, y que puede adoptar dos formas básicas:
- El autoempleo individual o trabajo autónomo, que se regula habitualmente por el derecho civil o el derecho comercial, bajo la forma de "contrato de locación de servicios" (profesiones liberales, oficios autónomos, etc.).
- El autoempleo colectivo, en el que el trabajador se desempeña en una organización de la que él forma parte como miembro pleno en la toma de decisiones (cooperativa de producción o trabajo, sociedad laboral, etc.).

#### Trabajo informal en relación de dependencia o trabajo no registrado
El trabajo informal en relación de dependencia, también llamado trabajo no registrado, trabajo en negro o trabajo sin contrato, se caracteriza por constituir la relación laboral que no cumple formalidades legales. Este tipo de trabajo ha crecido notablemente en los últimos años. Actualmente muchas grandes empresas utilizan un sistema de recursos humanos que combina el mantenimiento de un pequeño grupo "asalariado" formal empleado directamente por la empresa, con un amplio grupo de trabajadores que se desempeñan en empresas tercerizadas (outsourcing), muchas veces en condiciones de informalidad, sin protecciones laborales.
Una de las interpretaciones comúnmente aceptadas sobre la existencia de actividades informales se refiere al desarrollo de estas al margen del sistema regulatorio vigente. Es decir, se trata de labores que se desarrollan sin cumplir con los requisitos establecidos en las reglamentaciones aplicables. Asimismo, y en una visión más positiva, la exclusión se asocia con su falta de acceso a las políticas de fomento y, en particular, al crédito, la capacitación y los mercados. Esta aproximación al sector informal enfatiza su ilegalidad como característica primordial y tiende a visualizarlo como un conjunto de actividades encubiertas o sumergidas de la economía.
La realidad es, sin embargo, más matizada. Ni el sector informal opera absolutamente “en negro”, ni su opuesto, el sector moderno, lo hace con un irrestricto apego a la legalidad. Predominan las llamadas áreas grises que, en investigaciones sobre comienzos de la década de 1990 (Tokman, 1992; Tokman y Klein, 1996), se han caracterizado como el cumplimiento parcial de ciertos requisitos legales o procesales, incluida la ilegalidad absoluta, pero también la legalidad plena. Sin embargo, el panorama prevaleciente en la informalidad es un área intermedia
entre estas últimas: se cumple con ciertos requisitos de registro, pero no se pagan los impuestos; se observa parte de las regulaciones laborales, pero no todas.

#### Trabajo informal de simple supervivencia por cuenta propia
Este tipo de trabajo no debe confundirse con el anterior, aunque muchas veces en la realidad las fronteras son difusas. Este tipo de trabajo es de muy baja productividad y se realiza por cuenta propia, fuera de toda formalidad legal (limpiavidrios en los semáforos, recolectores informales de basura, vendedores callejeros, etc.).

#### Pasantíasybecas de investigación
En este tipo de trabajo, el trabajador, generalmente al terminar sus estudios universitarios, mantiene una actividad laboral habitualmente relacionada con la investigación. Es una figura derivada de la beca de estudios, mediante la cual se remunera el trabajo realizado, pero el becario permanece fuera del estatuto de los trabajadores, y carece por ello de gran parte de los beneficios sociales. En ocasiones se pretende utilizar como una forma legal de "contratación" de jóvenes trabajadores, lo que reduce los costes salariales derivados del alta en la seguridad social.